# 犹大·福克曼
犹大·福克曼（英語：Judah Folkman，1933年2月24日—2008年1月14日），美国医学專家，是肿瘤学和血管新生研究领域的先驱和权威。他是诺贝尔医学奖的有力候选，但不幸于2008年突然去世，享年75岁。

## 生平
1933年2月24日生于美国俄亥俄州的克利夫兰市的犹太教家庭。福克曼的父亲杰罗姆·丹尼尔·福克曼（Jerome Daniel Folkman）是犹太教区的拉比。福克曼小时候经常陪伴他的父亲前往医院病房探视病人患者。福克曼的母亲是贝西·福克曼（Bessie Folkman）；贝西在福克曼小的时候经常在他睡前诵读英国大物理学家伊萨克·牛顿的传记；这对福克曼之后的科研人生有重大影响。当福克曼7岁时，他确立了自己的人生目标——成为一名医生，而不是像他父亲那样成为一名拉比，因为福克曼认为医生能实实在在地治疗疾病、救助病人。福克曼父亲得知他的儿子想成为医生时，回答说：“你可以成为一名拉比一样的医生”；福克曼毕生记得他父亲的这句话。
1953年，福克曼从俄亥俄州立大学毕业。1957年，福克曼从哈佛大学（哈佛医学院）获得医学士学位毕业。1957年，当福克曼还是哈佛医学院学生时，他参与了发明了一种最早期的心脏起搏器。毕业后，福克曼在麻省总医院（Massachusetts General Hospital；缩写：MGH）成了外科住院医师。后来他成为了外科总住院医师（chief resident in surgery）。在这段时期内，福克曼主要研究肝癌，并研发心房起搏器（atrial pacemaker或atrio-pacemaker）。
1960年至1962年，福克曼在美国海军服兵役，并获得海军上尉的军衔。兵役期间，福克曼在位于马里兰州的贝塞斯达的美国国立海军医学中心研究血管的生长发育。兵役期间，福克曼发明了一种可植入人体的并能定时释放有效药物的装置。福克曼把这项发明的专利权捐给了世界人口协会（World Population Council）。现在这种装置被广泛称为“Norplant”。

## 血管新生
1971年，福克曼在著名的《新英格兰医学杂志》上发表文章阐述癌症肿瘤的存在依靠血管新生（angiogenesis-dependent）。肿瘤的发育生长离不开血管的滋生，如果肿瘤自身的血液供给被切断，肿瘤将会停止生长、缩小或者死亡。当福克曼阐述他的惊人新论断之时，医学界绝大多数的专家学者不同意他的简介，但福克曼坚持自己的观点并坚持自己的研究探索。
在大约十年之后，福克曼的简介才能被广泛接受。福克曼被认为是血管新生（angiogenesis）领域的先驱和权威。这一学说能解释很过疾病和医学问题，包括因视网膜退化引起的失明。
福克曼也享有广泛崇高的“伯乐”声誉。福克曼培养了很多卓有成就的医学家和生物工程师，他们其中有很多建立了自己的学派。福克曼大名鼎鼎的学生包括：约瑟夫·瓦坎蒂（Joseph Vacanti）、唐纳德·E·英格伯、罗伯特·兰格以及布鲁斯·泽特尔（Bruce Zetter）。

## 逝世
福克曼于2008年1月15日在丹佛国际机场因心脏病突发逝世。